# Eochaid II.
Eochaid II. (auch Eochaid Hakennase) († 697) war im Jahr 697 König des iro-schottischen Reiches Dalriada.
Eochaid folgte 697 als König auf Ferchar II. und regierte nur kurze Zeit. Bereits im selben Jahr wurde er abgelöst von Ainbcellach.